# 抗血清
抗血清（Antiserum）是含有單株或多株抗體的人類或非人類血清；注到生物體後，可以產生被動免疫。例如目前已知唯一有效的埃博拉出血热治療法，就是從倖存者中取得抗血清（恢復期血清，convalescent serum），再將抗血清輸到其他人體內（但成功率很低）。
抗血清常用在診斷病毒学的實驗室中。抗血清若用在人類身上，常當作抗毒素或是治療蛇毒的抗蛇毒血清。

## 现代应用
在2019冠状病毒病的早期阶段，还没有找到可靠的治疗方案。对此，恢复期血清被认为是一种可能的，至少在严重的情况下已经被用作一种治疗方案。 

## 運作原理
抗血清中的抗體會和抗原或是傳染媒介結合。免疫系统會識別和抗體結合的外來物質，觸發更强烈的免疫反應。抗血清多半會用在致病原的強度界於一定程度之間的情形：抗血清可以躲避尚未活化的免疫系統，但只要免疫系統活化，致病原就無法躲避。因此是否有抗體要看一開始的「幸運倖存者」其免疫系統是否有辦法產生抗體，或是看是否有攜帶致病體但不會受其症狀影響的「宿主物種」。後續的抗血清可以從初始的抗血清提供者產生，或是從曾被感染，但之後因為抗血清而治癒的動物器官來產生。像稀釋的蛇毒常常是蛇本身的抗血清，在蛇咬到自己時可以產生被動免疫。

## 外部連結
- 醫學主題詞表（MeSH）：Antisera